# Erioptera minuta
Erioptera minuta är en tvåvingeart som först beskrevs av Paul Lackschewitz 1940.  Erioptera minuta ingår i släktet Erioptera och familjen småharkrankar. Inga underarter finns listade i Catalogue of Life.